# 阿瑪斯號貨輪油污事件
阿瑪斯號貨輪油污事件是發生於2001年1月的公害事件，污染範圍位於臺灣墾丁國家公園境內的龍坑生態保護區。該事件為保護區的生態帶來浩劫。2003年，環保署向挪威法院提出賠償訴訟，成為臺灣首宗跨國訴訟的油污事件。

## 發生
2001年1月14日，希臘籍三萬五千噸貨輪阿瑪斯號（Αμοργός）滿載礦砂，由印度駛往中國大陸，行經台灣南部海域時，阿瑪斯號失去動力。漂流12小時後，當晚20時左右，在墾丁海域擱淺。台灣交通部和國軍搜救中心接報後，立即展開救援行動，於23時將船上25名船員全數救出。1月15日，花蓮港務局成立災害處理中心，準備防止漏油的相關措施，並要求船東及保險公司儘快出面處理。
18日，阿瑪斯號船身出現破裂情形，並開始漏油；環保署立即依2000年10月通過的《海洋污染防治法》規定，函請花蓮港務局限制所有阿瑪斯號船員出境。

## 搶救過程
由於受污染的龍坑生態保護區交通不便，且是珊瑚礁地形，油污遍布礁石及岩縫，加上時值東北季風期，海上風力強勁，導致海象惡劣，海上作業無法進行。到場協助處理的中油公司也因船隻無法接近阿瑪斯號貨輪，而表示無力協助處理。中油無法協助，環保署便函請交通部動員軍方人力和設備協助。但是，軍方船隻仍受限於海象而無法出海，僅能以人力在岸上協助搶救。另一方面，由船東所僱請的救難船，至2月3日總共抽取217.6公噸海上燃油。
2月6日，環保署正式組成跨部會應變小組，協調內政部、交通部、國防部、海巡署、農委會、屏東縣政府、中油公司等單位，分別進行搶救工作的進度規劃和後續相關事宜。
海岸油污撈除工作進行至2月16日，總計投入近一萬人次，撈除油污達四百六十二公噸。2月17日至3月24日進行油污清除工作，總計動員超過兩萬一千人次，清除油污513公噸。礁岩的除污及清洗工作，在3月25日至5月18日，以高壓水槍方式進行，投入人力接近三萬五千人次，清除油污達549公噸，清理的廢棄物超過三千五百公噸。
由船東負責的船上殘油抽取工作，分別在三月和五、六月進行，總計清除148.8公噸油污，至6月12日完成。清除工作未完成之前，屏東縣政府每日對船公司開出新台幣一百五十萬元的罰單，共計九十八日。
油污清除及殘油抽取工作完成後，交通部於7月2日，在事故現場組成貨船移除小組，進行移除工作，清除船上礦砂，移至水深1000公尺處沉放，沉放工作於10月16日完成。然而，船體殘骸移除工作受限於颱風的連續侵襲而無法進行。

## 污染情況
在事件發生的龍坑生態保護區，區內軟珊瑚密集生長在礁石表面，沿岸海域海藻生長茂盛，更是各種魚、蝦、蟹、貝覓食生長的主要棲所。因此漏油事件發生，被油污覆蓋的海底生物便很快地死去。原本棲息該地附近的海鳥，羽毛因此沾粘上油污，使其所具有的飛行及保暖功能受到影響，所賴以維生的魚類等生物也都被油污污染，加上海鳥為了打理自己而順毛、啄毛，也間接吃下沾粘於自己身上的原油。同時龍坑也是瀕臨絕種的椰子蟹在台灣最重要的棲息地，因此此次事件也對椰子蟹生態造成重大打擊。總計龍坑地區共有由白沙鼻至坑仔內約3.5公里的海岸遭到污染，其中較為嚴重的約750至900公尺，某些地方的油污更厚達十公分，海岸及海域受污染面積達到20公頃。此外，在搶救期間，由於搶救人員隨意地踩踏，對於需要長久時間才能形成的珊瑚礁也產生了嚴重的破壞。

## 後續

### 官員請辭
在阿瑪斯號漏油事件發生後，各界輿論紛紛批評政府未能及時處理，導致油污的進一步擴大，環保署長林俊義所提出的“人工除污”計畫亦備受抨擊，2月8日便向行政院長張俊雄提出口頭請辭，但獲得慰留。2月底，交通部長葉菊蘭提出書面辭呈，林俊義亦隨即提出書面辭呈，副署長李界木亦隨同請辭。3月初，行政院提出懲處名單，葉菊蘭獲得慰留，林俊義及李界木則准予請辭，林俊義所留下的署長空缺，由郝龍斌接任。

### 船員留置
在漏油事件發生後的第一時間，阿瑪斯號所有船員均依法遭到限制出境。隨著清除工作及法律程序的進行，大部分船員陸續獲得解除出境限制返回希臘，但希臘籍船長及輪機長兩人的禁令，因未能與船公司就賠償達成共識而遲遲未獲解除。同年7月下旬，船長及輪機長家屬向希臘國會議員及媒體陳情，甚至傳出希臘外交部有意以關閉台灣駐希臘代表處以為報復。8月14日，阿瑪斯號船長及輪機長出境禁令解除；10月，船長獲得不起訴處分。

### 跨國求償
在油污清除告一段落之後，環保署委託法律代表彙整各部門支出，總計超過新台幣9300萬元，在經過與船東的協調後，以6133萬達成油污清除部分的賠償協議，在生態賠償部分遲遲無法達成協議的情況下，環保署於2003年1月向污染發生地的屏東地方法院提出控告，並同時跨海挪威法院提出控告要求賠償新台幣三億五千萬元。2005年1月挪威法院判決台灣政府勝訴，船東須賠償新台幣953萬元的生態監測費，但同時判決台灣政府必須分攤1687萬的訴訟費用，並駁回所有有關珊瑚復育、漁業復育、觀光及稅收損失的求償，環保署對此大表不滿，遂於2月針對珊瑚復育及觀光損失部分提出上訴。同年年底，環保署有感於握有的證據過於薄弱，恐難獲得勝訴，並考量跨國訴訟曠日費時、所費不貲，因此決定放棄上訴，改採庭外和解。2006年8月10日，環保署與船東就海域生態、公部門損害求償達成和解，和解金約為新台幣3,400萬元，半數將用於生態復育，其餘則支付律師費用。
漁業賠償部分於2004年6月達成協議，阿瑪斯號船東同意賠償漁業損失新台幣一億兩千萬元，並於7月交付。其餘包括行政罰900萬、林業損失180萬、船貨移除費用8000萬亦獲得船東同意賠償，總計已獲得賠償新台幣兩億八千萬元。

### 屏東地方法院就「阿瑪斯號油污案」所作出的判決
臺灣屏東地方法院民事案件，九十二年度重訴字第四號，於2004年6月30日，由屏東地方法院民事第一庭法官羅心芳作出判決，判決內容主旨為「挪威法院應為實質審理本案最適當之法院。」「本院並無管轄權，駁回原告之訴及假執行之聲請。」
判決內容部份摘錄如下：

三、又我國就以外國人（或法人）為當事人之涉外民事訴訟，其裁判管轄權並無法規直接規定，而條約及一般所承認之國際法上的原則亦未確立，於此情形下，基於期待當事人間公平裁判之妥適，應依條理決定，則本院審酌：
1. 被告Gard及Amorgos在我國境內並無登記之營業所，其餘被告二人在我國境內並無住居所。
2. 被告Amorgos等三人之請求雖以我國法為本件準據法，然依原告主張依海污法第三十三條被告應就本件事故負賠償責任。然而我國海污法甫於2000年11月1日公布施行，實務上尚未有關於適用海污法第三十三條之案例；再者海污法乃參酌1969年CLC公約立法例制定，故若本案件於我國法院為審理時，應參酌1969CLC公約及相關外國法院判例、國際慣例為解釋，我國並非該公約之簽約國，就公約之審理適用較為生疏，需花費較多的勞費審理此案，勢必壓縮其他案件審理的時間及勞費，不符合中華民國人民之公共利益，參以，所有與本件相關之證據及專業評估報告均係以外文做成，則在本院進行審理本案為証據調查時，尚須耗費時日就前揭報告加以譯文或訊問相關國外鑑定証人時，不能使被告等人之訴訟上權益受到保護，反觀挪威不但自始即為該公約之簽約國，且自1969年起之二十一年間，曾經多次適用該公約於其管轄之相類案件而有相當之經驗，從而考量訴訟之經濟、法庭之便利性、及裁判公平妥適，雖被告Amorgos等三人之請求以行為地法即我國法為準據法，本案仍應以挪威法院進行審理為宜。
3. 原告已先後向挪威法院及本院起訴，造成同一事件分別繫屬於二個不同國家的法院進行審理，可能造成二國矛盾裁判之結果。
4. 縱使原告就繫屬本院之訴訟獲得終局之勝訴判決，也無法持之以向挪威法院為強制執行，即不能達到原告進行本訴訟（獲得實際受償）之目的。欲使原告所請求之損害賠償最終能獲得清償，原告應向挪威法院起訴並在挪威法院獲得勝訴判決，方有實益。
5. 本件挪威法院應為實質審理本案最適當之法院，我國法院均無管轄權，駁回原告之訴及假執行之聲請。

### 其他
- 2002年，環保署將1月14日訂為“台灣海域受難日”。[1][2][3][11]

## 類似事件
- 1977年：「布拉格油輪溢油事件」[12][13]
- 2005年：南韓籍貨輪翻覆沉沒新竹外海，船上化學物品疑似外洩。[14]
- 2006年12月25日：馬爾他籍貨輪吉尼號在宜蘭外海發生漏油事件。[15]
- 2008年：巴拿馬籍貨輪晨曦號因擱淺船艙破裂導致燃油外洩。
- 2016年2月：紐埃籍客貨輪耘海號擱淺在澎湖北海小白沙嶼，當地海面飄出油汙。[16]
- 2016年3月：臺灣籍貨輪德翔台北號在石門外海擱淺溢油，並因惡劣氣候延遲搶救作業導致油污遍及周遭海域[17][18]。[19][20]

## 外部連結
- 海洋與海岸-油污染— 余紀忠文教基金會 （页面存档备份，存于）
- 阿瑪斯號| 台灣人權促進會 （页面存档备份，存于）

### 報導
- 行政院環境保護署 阿瑪斯號處理報導

### 紀錄片
- 阿瑪斯真相| 我們的島 （页面存档备份，存于）
- 重返龍坑現場| 我們的島 （页面存档备份，存于）
- 行政院環保署阿瑪斯油污染記錄片 （页面存档备份，存于）
- 阿瑪斯| 公共電視紀錄觀點 （页面存档备份，存于）

## 延伸閱讀
- 船難污染海岸，台灣學會了「生態有價」嗎？ （页面存档备份，存于）
- 丁漢利：北海岸擱淺危輪，怎麼救？ （页面存档备份，存于）
- 油污染黑的台灣北海岸，現在怎麼樣了？ （页面存档备份，存于）
- 【互動地圖】漏油對海洋有什麼影響？台灣如何應變？ （页面存档备份，存于）
- 從阿瑪斯號談起| 律師事務所-台灣法律網 （页面存档备份，存于）
- 阿瑪斯事件的省思—財團法人民間司法改革基金會
- 環保並非阿瑪斯號油污案處理之唯一原則 （页面存档备份，存于）
- 阿瑪斯之油........... （页面存档备份，存于） - 行政院海岸巡防署